# Armstrong Whitworth F.M. 4 Armadillo
L'Armstrong Whitworth F.M.4 Armadillo est un prototype d'avion monoplace de chasse britannique de la Première Guerre mondiale.
Ce biplan fut dessiné courant 1917 par F Murphy, successeur de Frederick Koolhoven à la tête du bureau d’études d’Armstrong Whitworth. La construction de deux prototypes fut lancée en janvier 1918 sur fonds propres, le premier exemplaire prenant l’air le 6 avril 1918. 
L’Armadillo se présentait comme un biplan à ailes d’égale envergure mais inégales en surface, le plan supérieur, légèrement plus profond que le plan inférieur, venant affleurer la partie supérieure du fuselage, ce qui supprimait la cabane. Le fuselage, de section rectangulaire, était assez ramassé derrière un moteur rotatif Bentley B.R.2, et 2 mitrailleuses synchronisées Vickers de 7,7 mm devaient être montées sur le capot. 
Cet appareil ne donna jamais satisfaction et les essais en vol furent interrompus en juin 1918, le second prototype n’étant jamais achevé.